# Future Islands
Future Islands est un groupe pop indépendant formé à Greenville, Caroline du Nord en 2006. Il est composé de Gerrit Welmers (synthétiseur), William Cashion (basse), et Samuel T. Herring (chant). Deux ans après sa formation, le groupe s’est installé à Baltimore en Maryland, où il est maintenant basé.
Le nom du groupe provient de la combinaison de deux autres noms précédemment envisagés – Already Islands et Future Shoes – qui ne leur convenaient pas totalement. 
En 2014, leur chanson Seasons (Waiting On You) a reçu le prix de meilleure chanson de l’année de la part de magazines musicaux Pitchfork et NME.

## Biographie

### Little AdvancesetWave Like Home
Samuel T. Herring et Gerrit Welmers étaient déjà amis depuis leur adolescence. Ils retrouvent William Cashion en tant qu’étudiants à l’université de l'Est de la Caroline à Greenville, Caroline du Nord. C’est là qu’ils forment leur premier groupe, les Art Lors & the Self-Portraits avec Adam Beeby et Kymia Nawabi. Ce groupe durera de février 2003 jusqu’à l’automne 2005. En 2006, Cashion, Herring, et Welmers forment Future Islands avec Erick Murillo, qui joue sur une batterie électronique.
Future Islands sort Little Advances en avril 2006 et en janvier 2007 ils partagent un disque autoproduit avec le projet solo de Welmers ; Moss of Aura. Ils enregistrent leur premier album Wave like Home avec Chester Gwazda au Backdoor Skateshop à Greenville plus tard la même année. Le label londonien Upset the Rhythm publie Wave Like Home à l'été 2008. La pochette est l’œuvre de Kymia Nawabi, une ancienne membre d'Art Lord & the Self-Portraits.

### In Evening AiretOn The Water
À la fin 2007/début 2008, le groupe déménage à Baltimore dans le Maryland. Ils enregistrent à Oakland le single Feathers and Hallways pendant leur première tournée américaine. Leur deuxième album, In Evening Air, a été enregistré dans le salon du groupe dans le quartier de Marble Hill à Baltimore.
En 2009 le groupe signe chez le label indépendant de Chicago Thrill Jockey. Après une année de tournée ininterrompue, ils enregistrent leur troisième album On the Water à Elizabeth City en Caroline du Nord pour une sortie en automne 2011.

### SinglesetThe Far Field
Début 2014, le groupe annonce qu'il a signé sur le label 4AD. En mars 2014, le groupe effectue une prestation remarquée de Seasons, son nouveau single, lors de l'émission Late Show with David Letterman,. L'album, baptisé Singles, sort le 25 mars 2014 et rencontre un grand succès, le groupe enchaînant par la suite tournées et prestations dans les festivals internationaux,.
Le 31 janvier 2017, Future Islands sort le single Ran de son album The Far Field, écrit et enregistré en 2016 et sorti le 7 avril 2017. Tout comme In Evening Air, le titre s’inspire d’un poème de Theodore Roethke, et la pochette est à nouveau l’œuvre de l’artiste Kymia Nawabi.

## Membres
| Membres actuels - Gerrit Welmers – Synthétiseur et programmation de boucles (2006–présent) - William Cashion – Basse (2006–présent) - Samuel T. Herring – Chant (2006–présent) Musiciens de tournée - Michael Lowry – batterie (2014–présent) | Anciens membres - Erick Murillo – batterie (2006–2007) - Samuel N. Ortiz-Payero – batterie (2008) Anciens musiciens de tournée - Denny Bowen – batterie (2013–2014) |

## Discographie

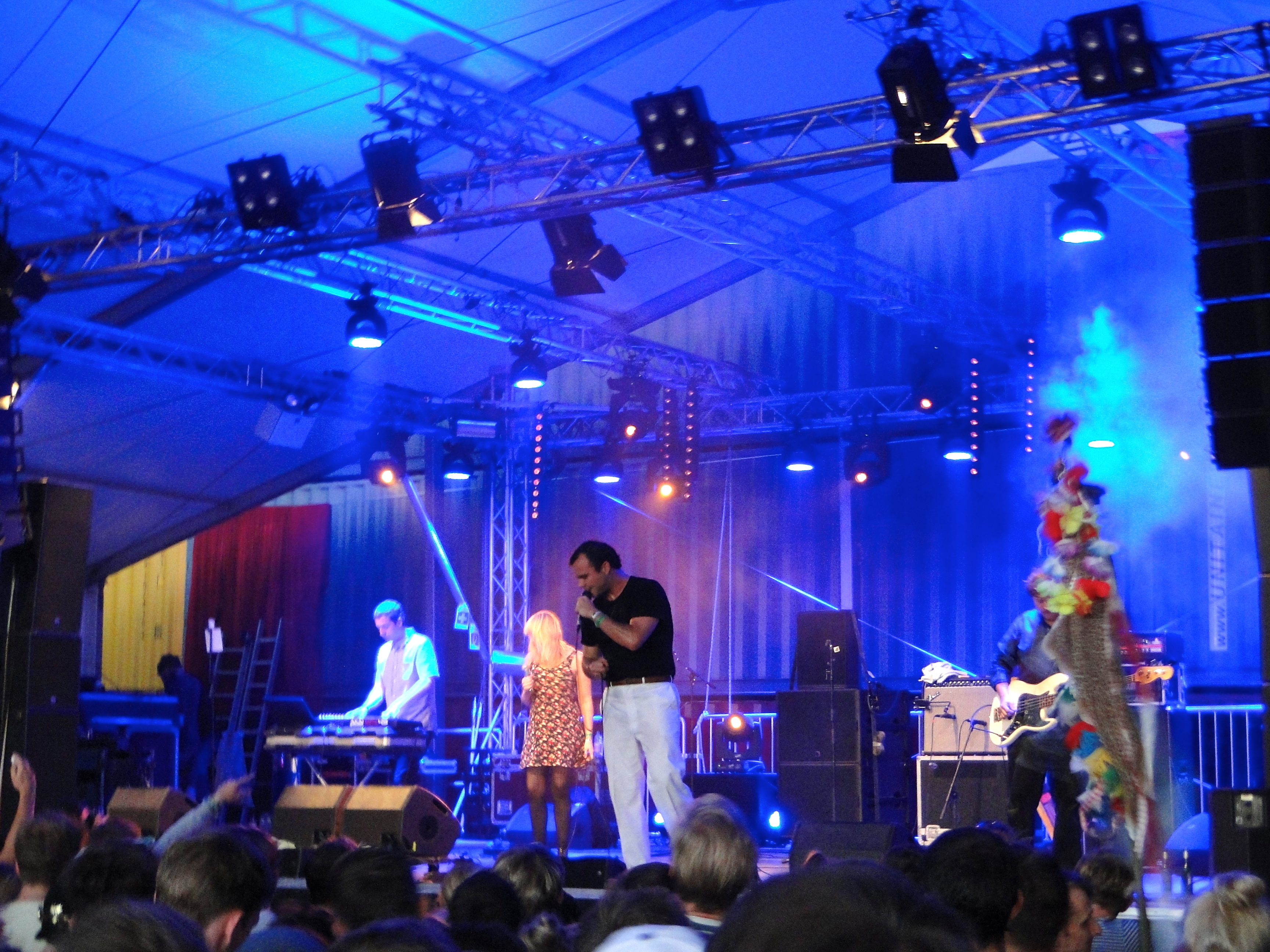
En concert à Hambourg en 2012.

### Albums
- Wave Like Home (Upset! the Rhythm - 25 août 2008)
- In Evening Air (en) (Thrill Jockey - 4 mai 2010)
- On the Water (Thrill Jockey - 11 octobre 2011)
- Singles (4AD - 25 mars 2014)
- The Far Field (en) (4AD - 7 avril 2017)
- As Long as You Are (4AD - 9 octobre 2020)
- People Who Aren't There Anymore (4AD - 26 janvier 2024)

### EPs et singles
- Little Advances (self-released - avril 28, 2006)
- Split CD-R partagé avec Moss of Aura (self-released - janvier 6, 2007)
- Split 7" partagé avec Dan Deacon (307 Knox Records - août 5, 2008 - limité à  1000)
- Feathers & Hallways 7" EP (Upset the Rhythm - avril 15, 2009 - vinyl blac vièrge)
- Post Office Wave Chapel 12" remix EP (Free Danger - février 2010, limité à 500)
- In The Fall 12" EP (Thrill Jockey - avril 2010 - Blue Vinyl, limité à 1000)
- Undressed 12" EP (Thrill Jockey - septembre 2010, limité à 1000)
- Split 7" partagé avec Lonnie Walker (Friends Records - novembre 2010, limité à 1000)
- Before the Bridge (Thrill Jockey - 2011)
- LAMC # 2 partagé avec Ed Schrader’s Music Beat (Famous Class – 17 juillet 2012)
- Tomorrow, single de 7” (Upset the Rhythm – 3 septembre 2012, limité à 1000)
- Seasons (Waiting on You), single de 7" (4AD - février 2014)
- A Dream of You and Me, single (mars 2014)
- Spirit, CDr (4AD - 26 mai 2014)
- Doves (Vince Clarke Remix) Édition digitale et single (4AD - 4 août 2014)
- Light House, single flexidisc d'un seul côté (Ideas For Housecrafts - août 2014)
- The Chase, single de 7" (4AD - abril 2015)
- Ran, édition digitale (4AD - 31 janvier 2017)
- Cave, édition digitale (4AD - 24 mars 2017)
- Calliope, édition digitale (Adult Swim, singles 2017 - 3 mai 2018)

Sous le nom de Art Lord & the Self-Portraits:
- Searching for a Complement (self-released - août 2003)
- In Your Boombox (self-released - octobre 2003)
- Ideas for Housecrafts (self-released - février 2004)
- Snail (self-released - 2005)
- "Sad Apples, Dance!" featured on Compulation Vol. 2: Songs from North Carolina (Poxworld Empire)
- In Your Idea Box digital-only "best-of" release (307 Knox Records - Septembre 2008)